# Parco nazionale Møysalen
Il parco nazionale Møysalen è un parco nazionale della Norvegia, nella contea di Nordland sul monte omonimo. È stato istituito nel 2003 e occupa una superficie di 51,2 km².